# Markus Juchems
Markus Juchems (* 10. Januar 1975 in Aschaffenburg) ist ein deutscher Radiologe und Chefarzt der Diagnostischen und Interventionellen Radiologie am Klinikum Konstanz.

## Leben
Markus Juchems ist eines der fünf Kinder der Ärztin Olga Juchems geborene Hahn und des Aschaffenburger Internisten und Chefarztes Rudolf Juchems. Nach dem Abitur 1994 an der Internatsschule Institut Lucius in Echzell studierte er Humanmedizin an der Semmelweis-Universität Budapest, der TU Dresden und der Universität Ulm. Dort promovierte er im Jahr 2003 im Fach Radiologie zum Thema Blutflusssimulation an aus Computertomographie rekonstruierten Daten von Aortenaneurysmen.
Seine Facharztausbildung absolvierte er an der Diagnostischen und Interventionellen Radiologie der Universitätsklinik Ulm bei Hans-Jürgen Brambs. Er habilitierte 2010 bei Brambs und erhielt die Venia legendi als Privatdozent im selben Jahr. 2013 verlieh ihm der Senat der Universität Ulm eine außerplanmäßige Professur. Juchems war zwischen 2010 und 2013 geschäftsführender Oberarzt, später leitender Oberarzt und stellvertretender ärztlicher Direktor der radiologischen Universitätsklinik Ulm. Im Januar 2014 trat er die Stelle als Chefarzt der Diagnostischen und Interventionellen Radiologie in Konstanz an. Seit Juni 2023 ist er Direktor des Zentrums für Diagnostische und Interventionelle Radiologie Singen-Konstanz.

## Klinisch-wissenschaftliches Wirken
Juchems radiologischer Schwerpunkt ist die Diagnostik und interventionelle Versorgung der Organe des Bauchraumes mit Schwerpunkt auf Pankreas, Gastrointestinaltrakt sowie Leber-Gallen-System. Er wirkte an der Erstellung mehrerer Leitlinien mit.

## Schriften (Auswahl)
- Markus Juchems: Publikationsliste PubMed
- Markus Juchems: Publikationsliste ResearchGate

## Auszeichnungen
- Philips CT NetForum Publication of the Year Honorable mention (2006)[8]

## Mitgliedschaften
Juchems ist seit 2012 Mitglied des Vorstands der AG Gastrointestinal-/Abdominaldiagnostik der deutschen Röntgengesellschaft (DRG) und seit 2022 Vorstandsvorsitzender. Seit 2022 ist er 2. Vorsitzender der Vereinigung Südwestdeutscher Radiologen und Nuklearmediziner (VSRN).